# Суни (антилопа)
Суни (лат. Neotragus moschatus) — мелкий вид полорогих из трибы карликовых антилоп. Некоторые исследователи относят антилопу суни к отдельному роду Nesotragus Von Düben, 1847. Другие говорят о группе суни (группе Neotragus moschatus), включающей виды Neotragus moschatus (Von Düben, 1846), Neotragus kirchenpaueri (Pagenstecher, 1885) и Neotragus livingstonianus (Kirk, 1865).

## Описание
Высота в холке составляет 30—43 см (по другим данным 33—38 см), масса 4,5—5,4 кг. Окраска шерстного покрова в основном рыжевато-коричневая, спина темнее, чем бока и ноги. Брюхо, подбородок и внутренняя поверхность ног белые. Середина лба, спинка носа, окружение глаз и конец морды тёмные. Ноги над копытами окольцованы чёрным. Рога имеются лишь у самцов; они чёрные, широко поставлены и направлены назад, имеют рифлёную поверхность; их длина 6,5—13,3 см. Суни могут издавать негромкие звуки, напоминающие лай и свист.

## Распространение
Вид распространён в юго-восточной Африке (ЮАР, Мозамбик, Танзания, Кения, острова Мафия и Унгуджа (архипелаг Занзибар). Излюбленное местообитание — густой подлесок.

## Образ жизни, поведение
Суни осторожны. Активны они, в основном, по ночам. Днём спят в затенённых убежищах. 

На этих антилоп могут охотиться львы, хищные птицы, змеи и другие плотоядные животные. Спасаясь от хищников, суни затаиваются в сухой траве, чему способствует их покровительственная окраска. Когда хищник приближается вплотную к антилопе, она выскакивает из убежища и стремительно убегает прочь, скрываясь в густом подлеске.

## Питание
Суни питаются листьями, плодами, цветами и могут обходиться без водопоя.

## Социальная структура и размножение

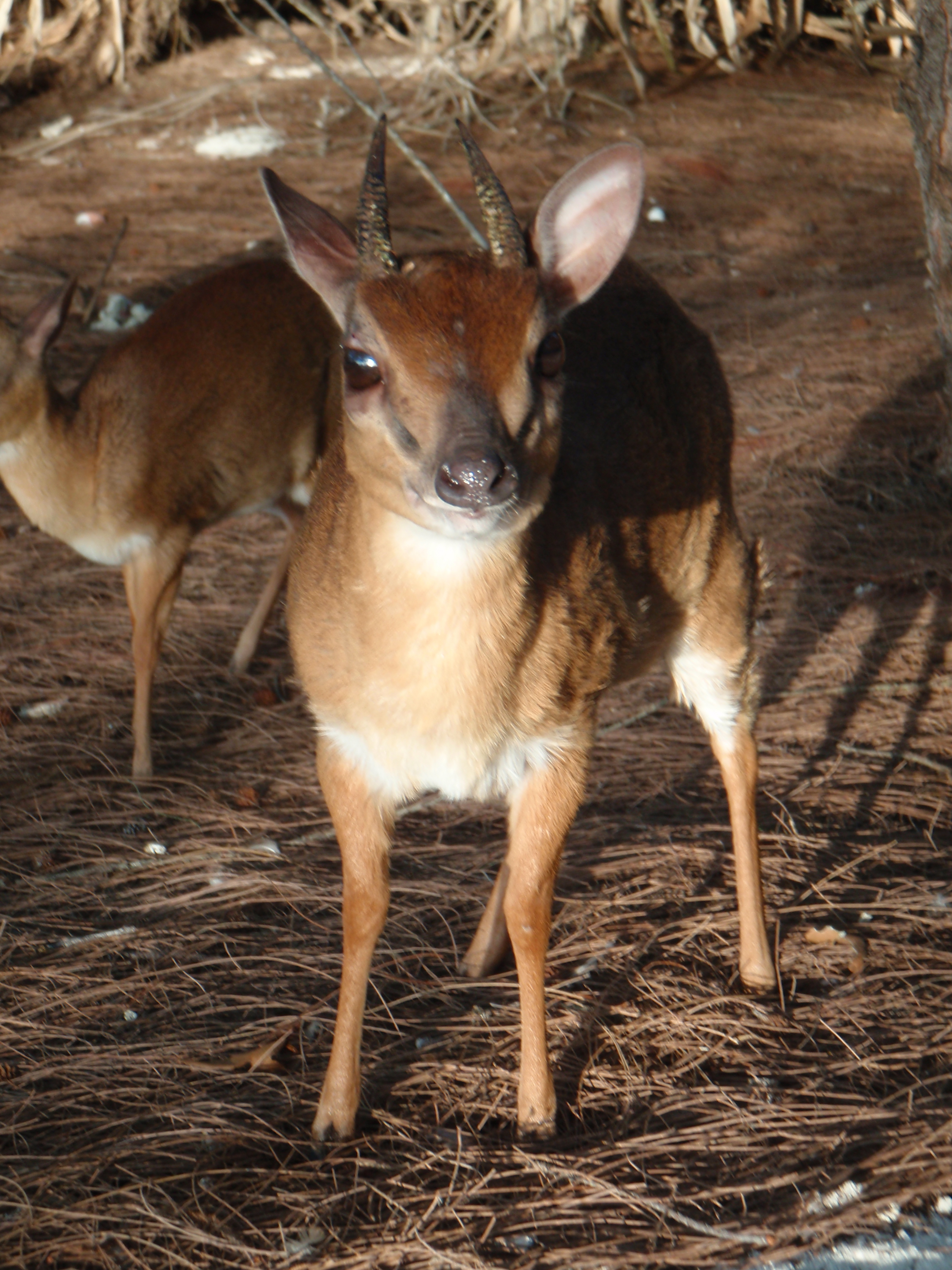
Самец

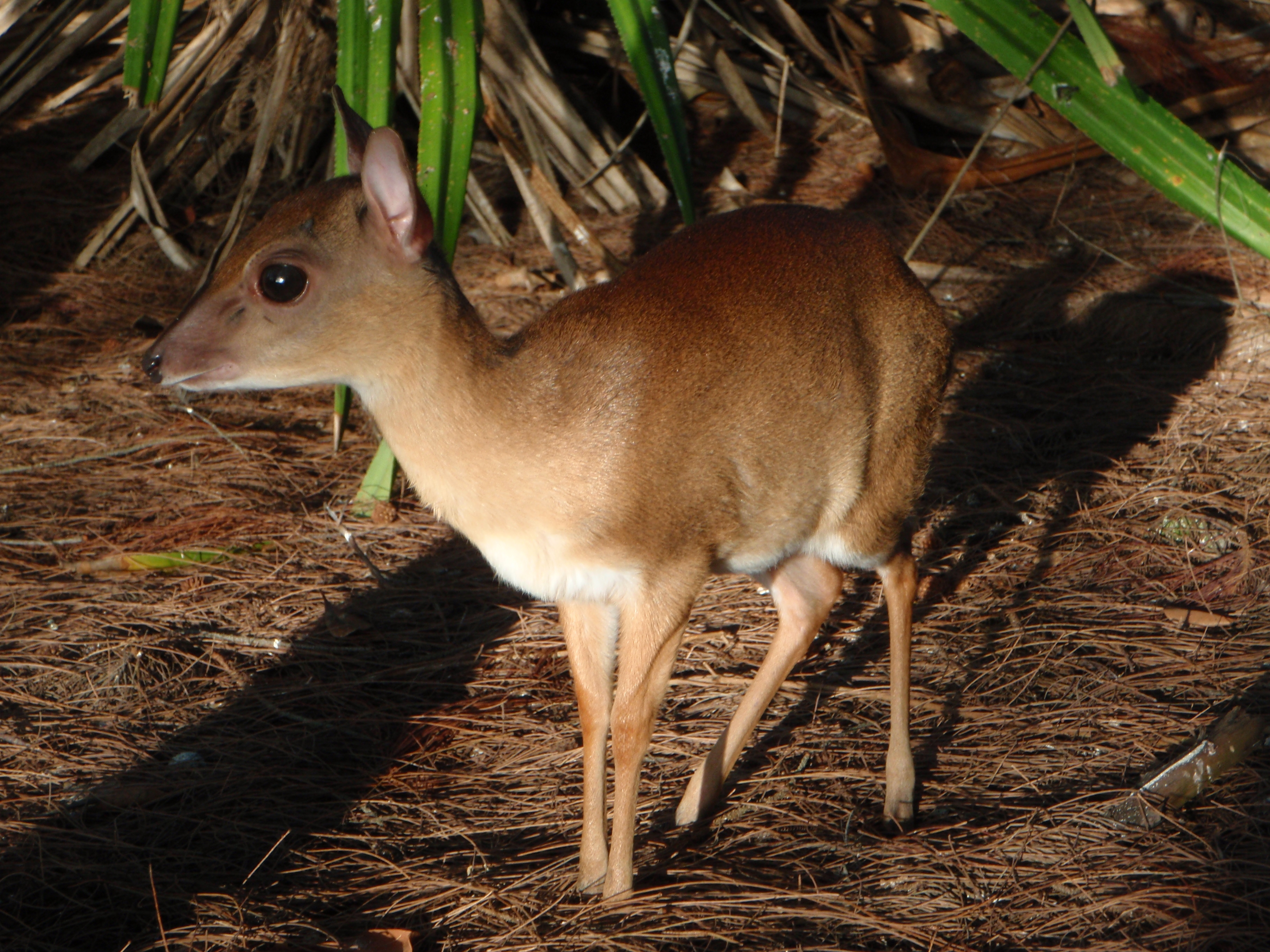
Самка

Самцы охраняют свою территорию (около трёх гектаров) и метят границы своего участка секретом предглазничных желёз и небольшими кучками экскрементов. Обычно самец спаривается с одной самкой, но на его территории могут жить и другие самки.
Продолжительность беременности 183 дня. Как правило, роды приурочены к периоду с ноября по март. Единственный детёныш при рождении весит около 900 г, в течение двух месяцев он вскармливается молоком. Детёныши немного темнее взрослых. Половозрелость наступает в возрасте 1—1,5 лет. Продолжительность жизни — до 10 лет.

## Подвиды
Выделяют 4 подвида суни, из которых 3 в настоящее время часто рассматриваются как самостоятельные виды:
- N. m. moschatus (Von Düben, 1846) — Восточноафриканский суни[8], восточная Кения, южная Малави, Мозамбик, восточная Танзания. Включает 3 формы, рассматриваемые в качестве подвидов при выделении восточноафриканского суни в самостоятельный вид Neotragus moschatus[8]:
  - moschatus
  - deserticola — южная Кения[8];
  - zanzibaricus — Занзибарский суни[9], обитает на острове Занзибар[8] и двух маленьких близлежащих островках Баве и Граве[9];
- N. m. kirchenpaueri Pagenstecher, 1885 — Горный суни[8], восточная Кения, северная Танзания, Малави[8]. Включает 2 формы[8]:
  - kirchenpaueri
  - akeleyi — центральная Кения;
- N. m. livingstonianus (Kirk, 1865) — Суни Ливингстона[8], юг Малави, центральный Мозамбик и север Зимбабве[8];
- N. m. zuluensis Thomas, 1898 — северо-восток ЮАР и юг Мозамбика. При выделении предыдущих трёх подвидов в отдельные виды рассматривается как подвид суни Ливингстона N. l. zuluensis[8].

## Состояние популяции и природоохранный статус
В настоящее время, в соответствии с Красной книгой МСОП, антилопа суни относится к категории видов, вызывающих наименьшие опасения. Так, в 1999 г. её общая популяция насчитывала 365 тысяч особей (East, 1999). Плотность вида стабильна на большей части ареала, но она падает вокруг поселений человека, там, где высока антропогенная нагрузка вследствие чрезмерной охоты. Кроме того, к снижению численности суни может приводить повышенная плотность популяции лесной антилопы ньяла, что наблюдалось в ряде национальных парков.
В 70—80-х годах XX века занзибарский суни считался находящимся под угрозой исчезновения.